# 대한민국 민법 제806조
대한민국 민법 제806조는 약혼해제와 손해배상청구권에 대한 친족법 조문이다.

## 조문
제806조(약혼해제와 손해배상청구권) ① 약혼을 해제한 때에는 당사자 일방은 과실있는 상대방에 대하여 이로 인한 손해의 배상을 청구할 수 있다.
②전항의 경우에는 재산상 손해외에 정신상 고통에 대하여도 손해배상의 책임이 있다.
③정신상 고통에 대한 배상청구권은 양도 또는 승계하지 못한다. 그러나 당사자간에 이미 그 배상에 관한 계약이 성립되거나 소를 제기한 후에는 그러하지 아니하다.

## 역사
본 조 제3항의 입법례가 되었던 구 독일민법 제1300조와 구 스위스민법 제93조는 이미 삭제되었고 현재 약혼해제로 인한 손해의 전보는 인격권 침해(독일민법 제253조 제2항, 스위스채무법 제49조)의 문제로 다루고 있으나 한국의 경우 약혼해제를 비롯한 가족법상 신분적 지위가 침해된 거의 대부분의 경우에 있어서 위자료청구권에 가해진 승계상의 제한이 있다

## 참고 문헌
- 서순택(Seo  Soon Taek). "민법 제806조에 대한 비판적 검토." 성균관법학 30.3 (2018): 147-178.
- 오현수, 일본민법, 진원사, 2014. ISBN 978-89-6346-345-2
- 오세경, 대법전, 법전출판사, 2014 ISBN 978-89-262-1027-7
- 이준현, LOGOS 민법 조문판례집, 미래가치, 2015. ISBN 979-1-155-02086-9

## 같이 보기
- 대한민국 민법 제390조 채무불이행과 손해배상
- 대한민국 민법 제396조 과실상계

1. ↑  서순택(Seo  Soon Taek). "민법 제806조에 대한 비판적 검토." 성균관법학 30.3 (2018): 147-178.